# Большой словарь церковнославянского языка Нового времени
Большо́й слова́рь церковнославя́нского языка́ Но́вого вре́мени — фундаментальный академический словарь синодального извода церковнославянского языка под редакцией А. Г. Кравецкого и А. А. Плетнёвой, создаваемый в Научном центре по изучению церковнославянского языка Института русского языка им. В. В. Виноградова РАН. Словарь начал выходить в 2016 году, всего запланировано не менее 10 томов, на данный момент (2025) опубликовано 4 тома, утверждён к печати 5-й том.

## История создания словаря
В 1993 году в Издательском отделе Московской патриархии вышло первое переиздание Полного церковнославянского словаря протоиерея Григория Дьяченко (1900), что на время удовлетворило потребность в словаре такого рода. Однако со временем и исследователями церковнославянского языка, и издателями, и представителями церковных кругов постепенно была осознана актуальность создания нового церковнославянско-русского словаря.
Осенью 2008 года Московскую духовную академию и одновременно в Институт русского языка РАН поступило обращение руководства издательства «АСТ-Пресс» с предложением подготовить переработанное издание словаря Дьяченко. Но в ходе встречи, которая прошла в стенах МДА и в которой приняли участие А. Г. Кравецкий (ИРЯ РАН), иеромонах Евфимий (Моисеев; МДА), Т. М. Деревянко (директор «АСТ-Пресс») и священник Федор Людоговский (Институт славяноведения РАН, МДА), было принято решение делать новый словарь с нуля. В декабре того же года была сформирована рабочая группа: А. Г. Кравецкий — руководитель; искусствовед Е. И. Коляда; А. А. Плетнёва и И. А. Корнилаева (ИРЯ РАН); переводчик С. В. Петрова; Ф. Б. Людоговский. В ноябре 2009 года при ИРЯ РАН бы создан Научный центр по изучению церковнославянского языка под руководством А. Г. Кравецкого; главной задачей центра стала подготовка современных словаря и грамматики церковнославянского языка.
В последующие несколько лет велись подготовительные работы по созданию словаря: была разработана общая концпеция словаря, отобраны источники текстов, составлен словник, продумана структура словарной статьи, создана электронная база. В основу словаря была положена оцифровка богослужебных книг и других текстов на церковнославянском языке, осуществлённая преимущественно свящ. Владимиром Шином и Мариной Шин; техническая база для этой оцифровки была создана участниками «Сообщества славянской типографики». Наличие оцифрованных текстов позволило отказаться от традиционного для лексикографии расписывания корпуса текстов на карточки — вместо этого в относительно короткие сроки при помощи компьютерных технологий был составлен словник для всего словаря. Кроме того, быстрым и лёгким стал подбор текстовых иллюстраций к словарным статьям. Создание же словарной статьи фактически представляет собой заполнение полей электронной лексикографической базы: каждая запись этой базы автоматически конвертируется в готовую к публикации статью.
В 2016 году вышел 1-й том словаря; в мае 2017 года в Храме Христа Спасителя состоялась презентация нового издания. В 2019—2023 гг. вышли следующие три тома. По состоянию на 2025 год утверждён к печати 5-й том, ведётся работа над 6-м томом.

## Концепция словаря
Большой словарь церковнославянского языка Нового времени представляет собой двуязычный словарь пассивного типа: значение церковнославянских лексем и устойчивых выражений передается средствами современного русского литературного языка. Как принято в многотомных академических словарях (например, в БАС), в каждой словарной статье даются примеры употребления лексемы в реальных текстах, причём, как и «Словаре трудных слов из богослужения» О. А. Седаковой, все примеры снабжены детализированной ссылкой на источник, а для переводимого церковнославянского слова даются греческие соответствия (при их наличии).
Как сказано в одном из вводных разделов 1-го тома, «словарь описывает лексику той версии церковнославянского языка, которая используется в современной богослужебной практике Русской Православной Церкви». При этом «словарь занимает промежуточное место между синхронным словарем и историческим», поскольку, «с одной стороны, значительная часть текстов, служащих источниками словаря, имеет более чем тысячелетнюю историю, с другой, эти тексты продолжают свое функционирование в качестве актуальных литургических текстов, а не памятников языка и литературы».